# インドネシア国鉄MCW301形気動車
インドネシア国鉄MCW301形気動車（インドネシアこくてつMCW301がたきどうしゃ、インドネシア語：Kereta rel diesel MCW 301 dan 302）もしくはMH101形気動車は、インドネシア国鉄（現：インドネシア鉄道会社）が1976年から1977年にかけて導入した気動車。日本の鉄道車両メーカーである日本車輌製造、日立製作所によって製造された。
この項目では、1978年から1987年にかけて製造された増備車であるMCW302形気動車についても解説する。

## MCW301形
1970年代中盤までのインドネシアの鉄道の旅客輸送は首都・ジャカルタ都市圏も含め電気機関車やディーゼル機関車が牽引する客車列車が主力であり、第二次世界大戦後に導入された動力分散方式の列車は西ドイツ製の気動車(MCDW300形)のみであった。そこでオランダから独立後のインドネシア国鉄は日本の円借款を受け旅客輸送の近代化を実施する事を決定し、その一環として日本車輌製造と日立製作所により製造・輸入された最初の気動車がMCW301形である。
トイレ付（Mc1、奇数番号）とトイレ無（Mc2、偶数番号）の片運転台車両による2両編成が組まれており、最大8両編成まで組成可能である。車体の基本的な設計は同時期にジャカルタ都市圏（ジャボタベック）向けに製造されたKL3-76形電車とほぼ同型であり部品の共通化を図っているが、先頭部は分割併合を考慮し貫通扉が設置されており、窓は前方視野を広げるために側面まで伸びるパノラミックウインドウを使用している。車内は2+3人掛けクロスシートで、通勤輸送を考慮し吊革が設置されている。冷房はなく、屋根上にガーランド型通風機が6基、車内には扇風機が設けられている。扉は手動引き戸である。
台車はインドネシア向けに日本車輌製造が納入した客車で使用実績があるNT-11台車を基に開発された軽量台車のND-215（動力台車）とNT40（付随台車）が用いられており、条件の悪い軌道上でも高い性能が発揮されるようになっている。エンジンについてはインドネシア国鉄側からスーパーチャージャー付きの大馬力エンジンが要望されたものの、メンテナンスの容易さを考慮し日本国鉄で多用されていたDMH17系列のDMH17Hが用いられる事となった。ただし現地の使用条件を考慮し駆動部の強化、防熱・防爆・防水対策の実施などの改良が行われている。制動装置については客車に使用されているものと同一（ウェスチングハウス製）のものを採用しており、非常時には客車と連結する事も可能である。
2014年の時点で全車とも営業運転から離脱しているが、故障の頻発や修理部品の不足により早期にディーゼル機関車が牽引する客車代用車両となったものが後に運転台撤去を伴う改造により本格的な客車となり、ジャカルタやバンドン近郊で使用されている。内装についてもクロスシートから板張りのロングシートに改造されている。

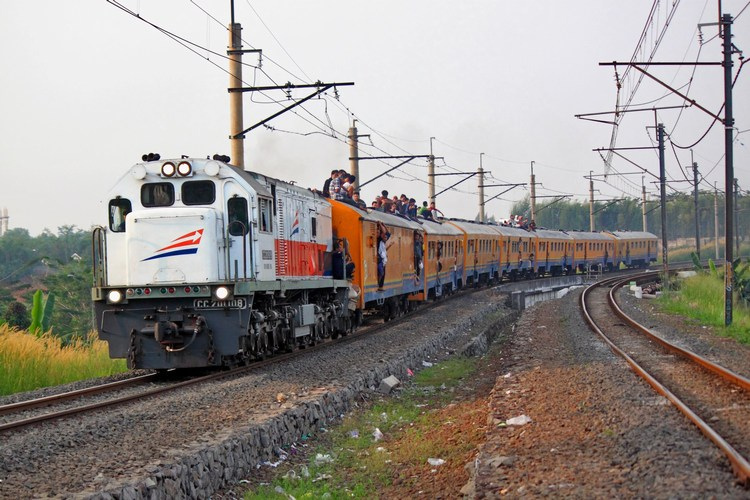
客車として使用されるMCW301形 （MCW302形の改造車を1両含んだ編成）

## MCW302形
1978年から1987年にかけて日本車輌製造、日立製作所および川崎重工業により112両（2両編成56本）が製造された形式。編成や機器はMCW301形のものを踏襲しているが、乗降扉の数が片側3箇所となり、扉の形状も1枚引き戸に変更されている。また1987年に製造された28両についてはエンジンがカミンズ製のNT855R5（213 kw）となり、他の車両についても円借款を用いた「インドネシア　ディーゼル動車リハビリプロジェクト」により1992年から1996年にかけて64両がカミンズ製のエンジンに交換されている。
2014年の時点でスラバヤやスマラン、バンドン、タンジュン・カラン近郊などジャワ島やスマトラ島各地の路線で使用されているほか、空港連絡鉄道用に改造された車両など一部については2扉化や冷房化が行われた。また、客車や食堂車、事業用車両に改造された車両も存在する。
| 編成名                        | 用途・投入路線                          | 配置                           | 編成       | 編成       | 編成       | 編成       | 編成       | 編成       |
| 編成名                        | 用途・投入路線                          | 配置                           | 1          | 2          | 3          | 4          | 5          | 6          |
| ----------------------------- | --------------------------------------- | ------------------------------ | ---------- | ---------- | ---------- | ---------- | ---------- | ---------- |
| Kereta Istimewa               | 特別車両                                | タナアバン機関区 (THB)         | K1 3 80 01 | K1 3 82 02 |            |            |            |            |
| Kereta Penolong               | 救援車                                  | シドトポ機関区 (SDT)           | K2 3 82 04 | K2 3 82 20 |            |            |            |            |
| Kereta Inspeksi 3             | 幹部偵察車                              | タナアバン機関区 (THB)         | K3 3 82 18 | K3 3 82 02 | K3 3 82 14 |            |            |            |
| Kereta Inspeksi 4             | 幹部偵察車                              | タナアバン機関区 (THB)         | SI 3 82 10 | SI 3 82 09 | SI 3 82 02 | SI 3 82 08 | SI 3 87 01 |            |
| KRD Inspeksi Wijayakusuma     | 検査列車                                | タンジュンカラン機関区 (TNK)   | SI 3 82 01 |            |            |            |            |            |
| KRD Inspeksi Sriwijaya        | 検査列車                                | タンジュンカラン機関区 (TNK)   | SI 3 82 02 |            |            |            |            |            |
| KRD Inspeksi RailOne          | 検査列車                                | タンジュンカラン機関区 (TNK)   | SI 3 82 03 |            |            |            |            |            |
| RailClinic I                  | 医療列車                                | メダン機関区 (MDN)             | SK 3 80 01 | SK 3 82 01 |            |            |            |            |
| RailClinic II                 | 医療列車                                | ケルタパティ機関区 (KPT)       | SK 3 87 01 | SK 3 87 01 |            |            |            |            |
| RailClinic III                | 医療列車                                | タンジュンカラン機関区 (TNK)   | SK 3 82 04 | SK 3 82 03 |            |            |            |            |
| RailClinic + RailLibrary      | 医療+図書館列車                         | ソロ・バラパン車両基地 (SLO)   | SK 3 82 06 | SK 3 78 01 | SK 3 82 05 | SK 3 82 07 |            |            |
| Kereta Penolong "Pikachu"     | 救援車                                  | タナアバン機関区 (THB)         | SN 3 82 03 | SN 3 78 01 |            |            |            |            |
| Kereta Penolong Djoko Tingkir | 救援車                                  | ブキットデゥリ電車区 (BUD)     | SN 3 87 01 | SN 3 82 01 |            |            |            |            |
| KA Kedung Sepur               | バタラ・クレスナ線 ケドゥン・セプール線 | スマラン・ポンコル機関区 (SMC) | K1 3 80 02 | K1 3 82 01 | K1 3 82 03 | K1 2 82 04 | K1 2 82 05 | K1 3 87 01 |

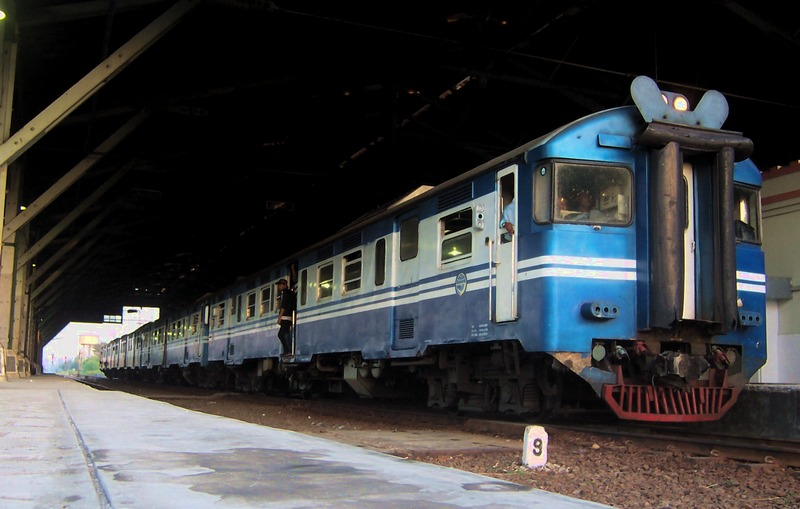
"カリグン"号塗装のMCW302形
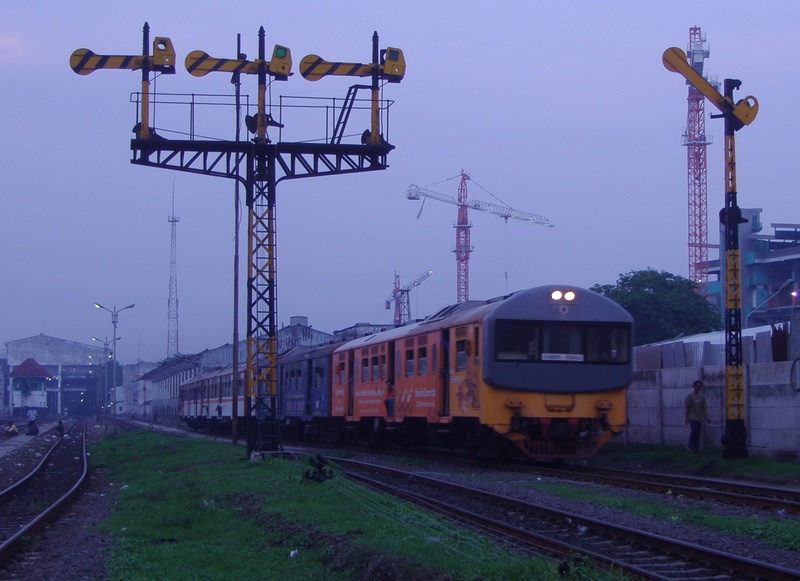
"デルタ・エクスプレス"に使用されていたMCW302形 冷房化・先頭の非貫通化改造が施された
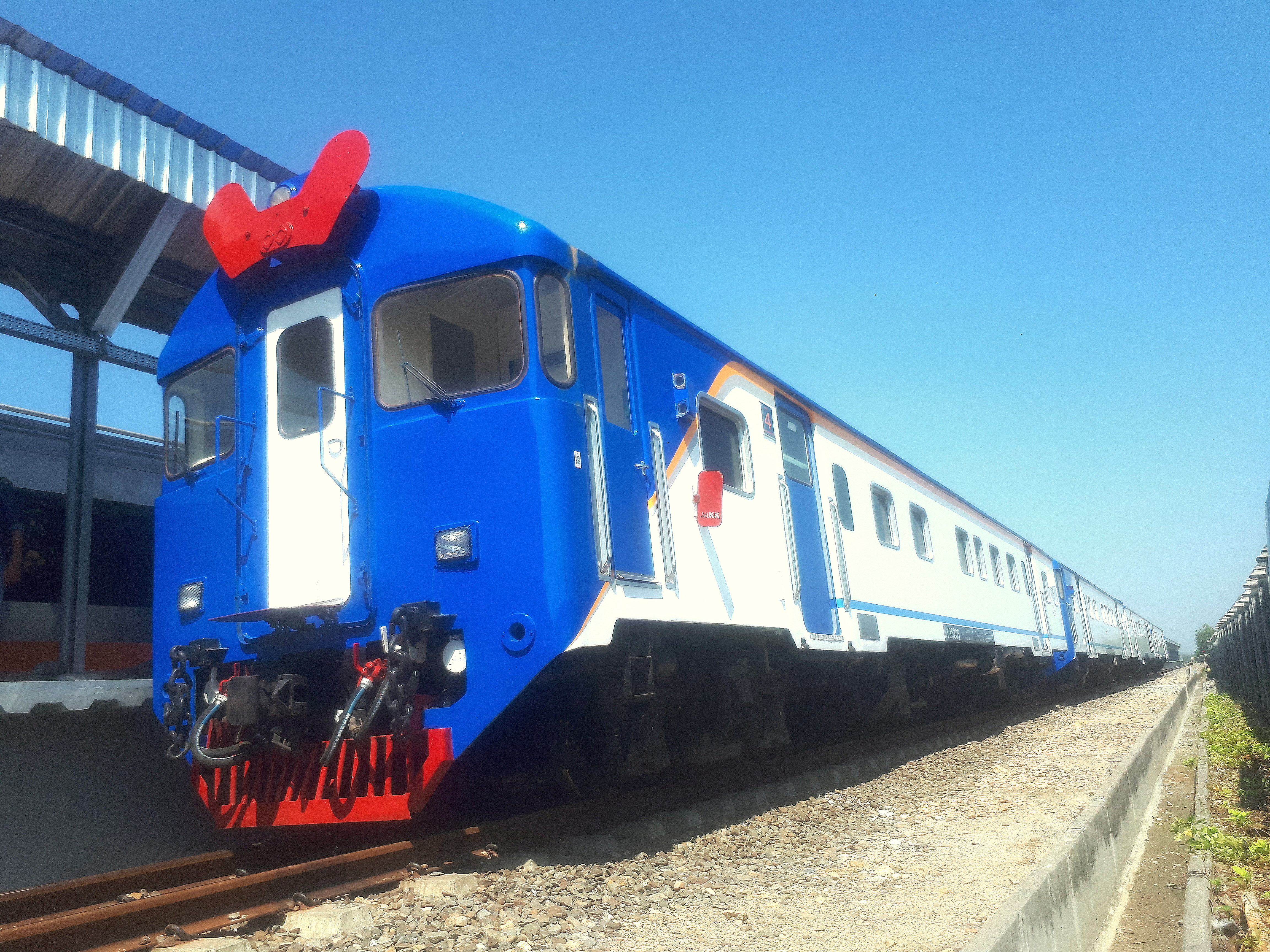
空港連絡鉄道用として大幅に改造されたMCW302形
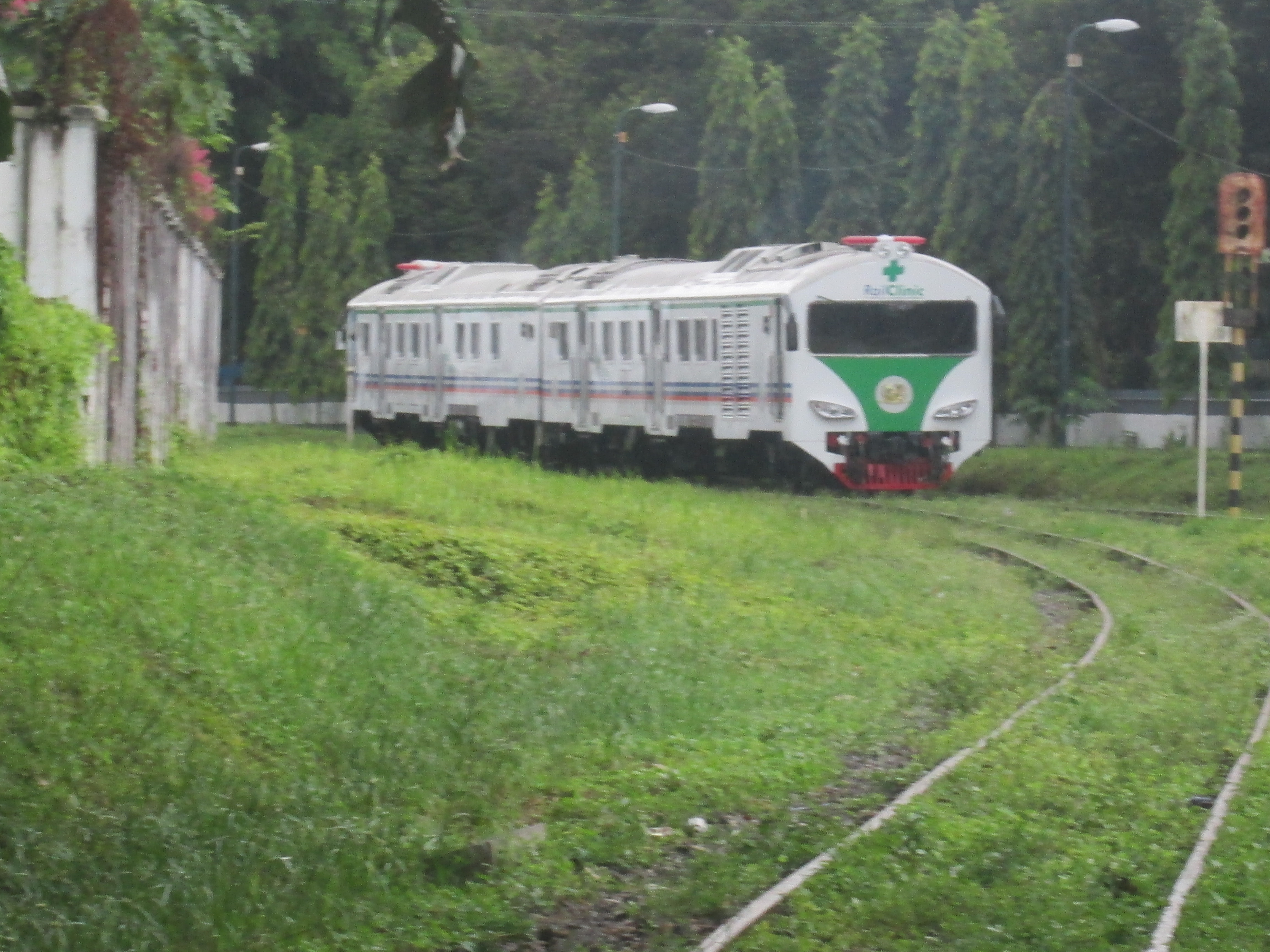
MCW302形から改造された事業用気動車 診察室と図書館の機能を備える
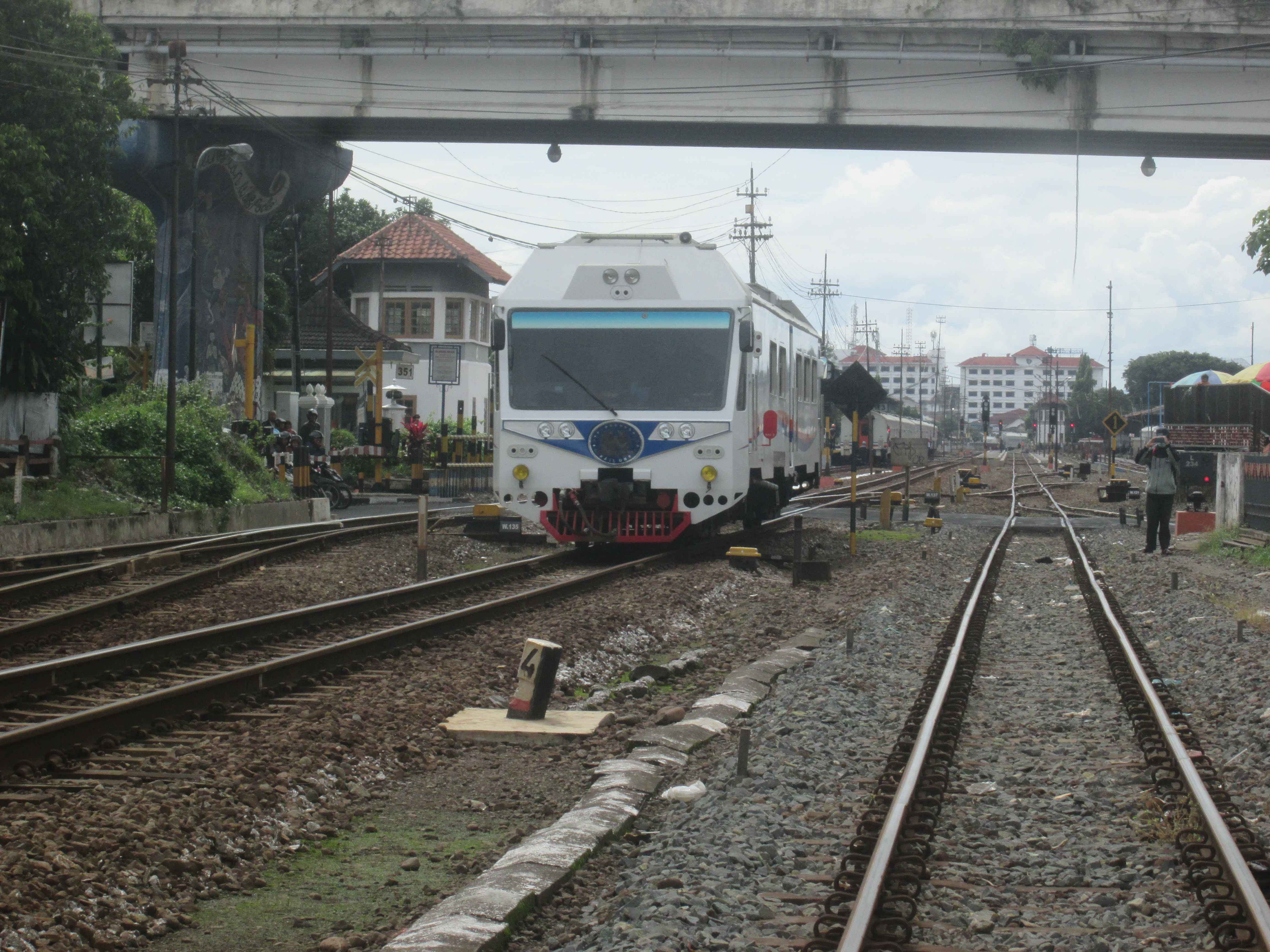
MCW302形から改造された事業用気動車
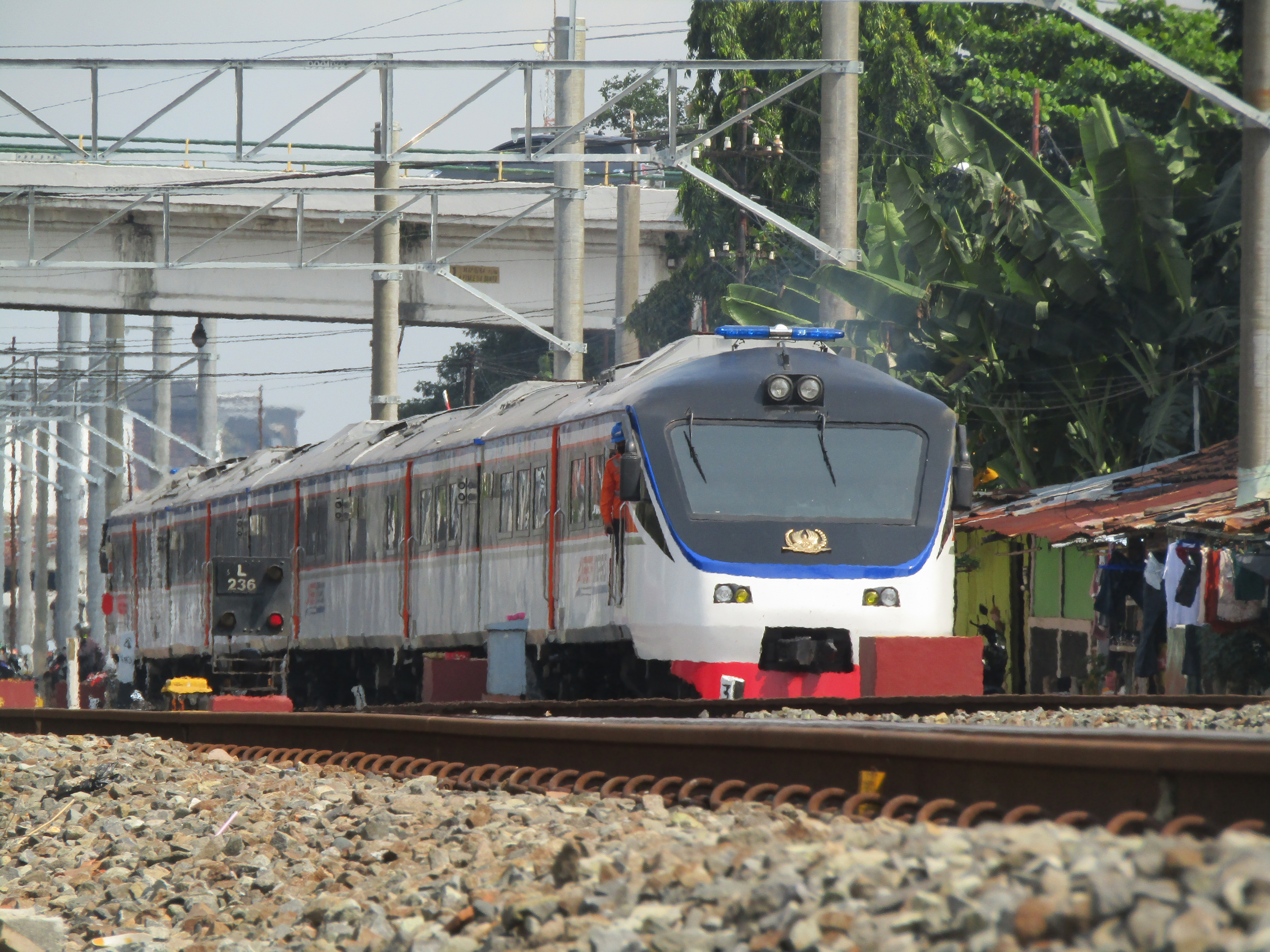
MCW302形から改造された事業用気動車